# Seodun-dong
Seodun-dong (koreanska: 서둔동) är en stadsdel i staden Suwon i provinsen Gyeonggi i den nordvästra delen av Sydkorea, 30 km söder om huvudstaden Seoul. Den ligger i stadsdistriktet Gwonseon-gu.